# Bougy-lez-Neuville
Bougy-lez-Neuville település Franciaországban, Loiret megyében. Lakosainak száma 156 fő (2022. január 1.). Bougy-lez-Neuville Loury, Neuville-aux-Bois, Rebréchien, Saint-Lyé-la-Forêt és Villereau községekkel határos.

## Népesség
A település népességének változása:
| Lakosok száma | 93   | 148  | 180  | 170  | 180  | 163  | 159  | 161  | 162  | 156  |
|               | 1968 | 1982 | 1990 | 2006 | 2013 | 2015 | 2017 | 2019 | 2020 | 2022 |